# کالیبیشی
کالیبیشی (به لاتین: Calibishie) یک زیستگاه انسانی در دومینیکا است که در قصبه سنت اندرو واقع شده‌است.